# Atrichopogon vittatus
Atrichopogon vittatus är en tvåvingeart som beskrevs av Tokunaga 1959. Atrichopogon vittatus ingår i släktet Atrichopogon och familjen svidknott. Inga underarter finns listade i Catalogue of Life.